# ドミトリー・シュワエフ
ドミトリー・サヴェリエヴィッチ・シュワエフ（ロシア語: Дми́трий Саве́льевич Шува́ев、1854年10月12日 - 1937年）は、ロシア帝国、ソビエト連邦の軍人。ロシア帝国軍時代の最終階級は歩兵大将。第一次世界大戦中、軍事大臣を務めた。

## 経歴
- 1872年 - 第3アレクサンドロフ学校卒業。第2トルケスタン狙撃大隊に配属
- 1873年・1875年 - ヒヴァ戦役に従軍
- 1878年 - ニコライ参謀本部アカデミー（ロシア語版、英語版）を次席で卒業。オレンブルク軍管区本部に配属
- 1885年2月 - ノヴォチェルカッスク・ユンカー学校長
- 1899年5月 - キエフ軍事学校長
- 1905年1月 - 第5歩兵師団長
- 1908年5月 - 第2カフカーズ軍団長
- 1909年8月 - 主計総局長兼軍事省主任主計官
- 1915年12月 - 主任野戦主計官兼最高総司令官スタフカ主任野戦主計官局長

主任野戦主計官としてのシュワエフには、後方地区に準備された物資の登録と配分が委任された。戦時中、1912年に制定された補給システムが破綻したため、1916年、軍級食料庫が組織された。
1916年3月15日、軍事大臣に任命。シュワエフの軍事大臣への任命は、当期間、軍の補給が主要課題となったためである。1916年度の軍事費は113億9550万ルーブルに達した（1915年度は74億9270万ルーブル）。1917年1月3日、ミハイル・ベリャエフと軍事大臣を交代し、3月10日、軍事会議議員に任命された。
十月革命後、赤軍に移り、軍事教育施設で講師を務めた。1920年のポーランド・ソビエト戦争時、第4ソビエト軍の参謀長、司令官を務める。1922年、ペトログラード軍管区参謀長、後に「ヴィストレル」課程の講師。1920年代末から年金生活に入る。1937年、内務人民委員部（NKVD）により逮捕され、銃殺。
死後、名誉回復された。